# 顶云街道
顶云街道，是中华人民共和国贵州省安顺市关岭布依族苗族自治县下辖的一个街道办事处。
2013年5月24日，贵州省人民政府批复同意撤销顶云乡建制，设置顶云街道办事处，街道办事处驻八角村。

## 行政区划
顶云街道下辖以下地区：
八角岩村、石板井村、坪寨村、角寨村、纳丙村、二坝村、麻龙村、木厂村、新场村、上法卡村、胜利村、包包田村、五一村、新发村、谷雨村和马塘村。